# Ganbare Goemon 2: Kiteretsu Shōgun Magginesu
Ganbare Goemon 2: Kiteretsu Shōgun Magginesu (がんばれゴエモン2 奇天烈将軍マッギネス? Let's Go! Goemon 2: Very Strange General Magginesu) är ett SNES-spel utvecklat och utgivet av Konami i Japan , och uppföljaren till Ganbare Goemon. Tillsammans med ettan återutgavs spelet  även på en samling till Game Boy Advance. Spelet är det första där roboten Impact, medverkar och ninjan Sasuke för första gången är spelbar figur.

## Handling
Efter att ha räddat prinsessan Yuki och Edo, beger sig Goemon and Ebisumaru till Ryukyuöarna för att koppla av, då plötsligt Sasuke dyker upp och berättar för dem att Japan hotas av den västerländska generalen Magginesu, som med sin armé försöker göra Japan mer väst-influerat. Goemon, Ebisumaru & Sasuke skall stoppa Magginesu, som under tiden kidnappar flera icke-spelbara karaktärer.

### Fotnoter
1. ↑  ”Arkiverade kopian”. Arkiverad från originalet den 7 april 2010. https://web.archive.org/web/20100407054059/http://www.gamefaqs.com/console/snes/data/575508.html. Läst 28 maj 2014.